# Mucari
Mucari – miasto w Angoli, w prowincji Malanje.